# Regesbostel
Regesbostel là một đô thị thuộc huyện Harburg, bang Niedersachsen, Đức. Đô thị này có diện tích 16,27 km².